# Prestazione
La prestazione, in diritto, è l'atto che il debitore deve effettuare al fine del soddisfacimento dell'interesse del creditore, nell'adempimento degli obblighi previsti dalla legge.
Nell'ordinamento italiano, la norma specifica che riguarda la prestazione è l'art. 1174 del Codice civile:
Vi sono poi altre disposizioni del Codice civile che fanno riferimento a prestazioni divisibili (art. 1181), alle modalità di realizzazione delle prestazioni (art. 1175, 1176, 1192, 1375), alle conseguenze derivanti dalla mancata esecuzione della prestazione (art. 1218 e ss. sulla responsabilità contrattuale) e alla possibilità di estinguere l'obbligazione con modi diversi dall'esecuzione della prestazione pattuita (art. 1230 sulla novazione, 1236 sulla remissione, 1241 sulla compensazione, 1253 sulla confusione, ecc.).

## Profilo genetico della prestazione
Dal punto di vista genetico, la prestazione racchiude l'interesse del creditore e quello del debitore, che così entrano a far parte del programma negoziale: di conseguenza, quando il risultato programmato non viene attuato, è chiaro che restano insoddisfatti anche gli interessi del creditore e del debitore. La prestazione è il fulcro del rapporto obbligatorio: essa va analizzata alla luce dell'art. 1175 del cod.civ., poiché il rapporto giuridico obbligatorio pone una delle parti in una situazione giuridica soggettiva passiva rispetto all'altra. In più, il principio solidaristico (di cui la norma è espressione) esclude che il debitore venga assoggettato ad obblighi più gravosi di quelli cui si è impegnato. L'art. 1175 citato impone anche di salvaguardare gli interessi del creditore, il quale deve esercitare la sua situazione di supremazia in modo da non aggravare ingiustificatamente la posizione del debitore.

## Profilo esecutivo della prestazione
Dal punto di vista esecutivo, la prestazione va guardata alla luce dell'art. 1176 cod. civ., cioè alla luce della cd. diligenza nell'adempimento. Qui viene in rilievo un altro interesse del creditore, che è l'interesse di protezione, al quale corrisponde dal lato passivo un obbligo di cautela: il debitore, nell'eseguire certe prestazioni, deve tenere indenni cose e/o persone che vengono in contatto con lui, sia che appartengano alla sfera giuridica del creditore, sia che appartengano a terzi estranei.

## La patrimonialità della prestazione
La prestazione dovuta dal debitore deve essere suscettibile di valutazione economica, e ciò soprattutto ai fini della responsabilità per inadempimento. Per patrimonialità non deve intendersi il carattere economico intrinseco dell'oggetto della prestazione, ma il risultato di una valutazione attuata concretamente dalle parti, che stabiliscono d'accordo il valore della prestazione dovuta. In dottrina è discusso il carattere di patrimonialità della prestazione. La tesi prevalente vede una stretta correlazione tra patrimonialità della prestazione e patrimonialità del danno risarcibile.
Tale tesi è criticata da chi ritiene che vi siano prestazioni a contenuto non patrimoniale che pure danno luogo a danni (sebbene non patrimoniali), riportando l'esempio del danno derivante da un intervento chirurgico infausto. La tesi di Gazzoni distingue tra situazioni non patrimoniali (ad es. diritti della personalità) che, di regola, non rilevano dal punto di vista patrimoniale (salvo particolari casi previsti dall'ordinamento), e situazioni a contenuto patrimoniale, che sono invece rilevanti perché relative al traffico di beni giuridici.
L'obbligazione naturale, anche se è modellata sullo schema del rapporto obbligatorio, non ha il requisito della patrimonialità della prestazione, perché la legge esclude che si possa attivare il meccanismo coattivo dell'equivalente pecuniario: ed infatti, l'unico effetto valido che produce l'obbligazione naturale è quello della soluti retentio.

## Il contenuto della prestazione
Il contenuto della prestazione non consiste nel fare propria una cosa o una utilità, bensì nel comportarsi secondo quanto dedotto in obbligazione. 
Il Codice non prevede un contenuto standard della prestazione e lascia liberi i soggetti di stabilirlo volta per volta, a seconda delle proprie esigenze e convenienze; stabilisce invece una disciplina parzialmente peculiare per quanto riguarda le obbligazioni pecuniarie, perché queste hanno originariamente ad oggetto una somma di danaro. 
Nel diritto romano, la prestazione era "soggettivizzata", nel senso che il vincolo obbligatorio ineriva strettamente alla persona del debitore e comportava la coercibilità attraverso sanzioni di carattere corporale (v. il cd. nexum). Negli ordinamenti più moderni, la prestazione viene "oggettivizzata", cioè configurata come un comportamento che il debitore deve tenere in favore del creditore.

## La prestazione principale
La prestazione principale può consistere in varie attività:
- "dare", cioè la trasmissione di proprietà o la costituzione di diritti reali,
- "facere" o "non facere", cioè reciprocamente il fare o l'astenersi dal tenere un  preciso comportamento,
- "prestare", (cioè garantire, dal latino "stare per" o "stare in nome di")
- in un "pati", ossia nella sopportazione di un'azione che in altra circostanza, diversa dal rapporto obbligatorio, il debitore avrebbe il potere di impedire

## La prestazione con valore complementare
Il programma obbligatorio di cui parla la dottrina tedesca comprende non solo la prestazione principale ma anche tutta una serie di altri vincoli che si pongono a latere di questa.
Si pensi all'obbligazione con cui le parti hanno programmato un risultato traslativo: perché questo risultato si realizzi, non basta che il debitore consegni il bene, ma occorre anche che il bene sia quello pattuito, che sia libero da pesi e da difetti e che sia stato custodito in modo da conservarne l'efficienza. Pertanto, alla prestazione principale ("dare") si affiancano altri obblighi: di custodia, di diligenza, di correttezza, ecc., tutti da valutarsi ai fini di un esatto adempimento.

## La prestazione accessoria: rinvio
La prestazione accessoria è di regola quella inerente alle  garanzie, siano esse reali o personali.